# Eynsford Castle
Eysnford Castle er en normannisk borgruin nær landsbyen Eynsford i Kent i England.
Borgen har dele af ringmuren; nogle er omkring 9 meter høje, rester af latriner og bygninger inden for murene.
Eynsford Castle minder om tidlige tyske fæstninger med bergfried: et højt fritstående tårn til forsvar. På trods af dette er den usædvanlig idet der hverken er keep eller tårn.
Det er på English Heritage's liste over Scheduled monument.

## Historie
Borgen er bygget før den normanniske erobring af England som et motte-baileyanlæg i træ.
Før Domesday Book var den ejet af biskoppen af Canterbury og holdt af Ralphs søn af Unspac. De ældste stenmurer stammer fra 1085-87 og er bygget af William de Eynsford I, der var søn af Ralph. I 1250 blev den raseret af en brand, hvorefter en større storsal blev genopbygget af en senere William de Eynsford. Murene blev også forhøjet på det tidspunkt.
I 1261 bliver borgen delt mellem familierne Criol og Kirkeby. Det var årsag til en del konflikter. I 1312 plyndrede Nicholas de Criol borgen i protest over at dommer William Inge havde købt borgen af Kirkeby, hvorefter den gik i forfald.
Herefter blev den har ejet af bl.a. familierne Hart og Dyke fra landsbyen Lullingstone tæt ved. Der bygget et nyt hus på stedet engang i 1500-tallet. I midten af 1700-tallet blev den hundekennel.
I 1797 var der kun ruiner tilbage af borgen, og i 1948 overgik bygningen til staten. Eynsford Castle ejer er English Heritage og er åben for offentligheden.